# انجیل ابیونی
«انجیل ابیونی‌ها» نامی است که محققان برای متنی مفقود شده انتخاب کرده‌اند که مورد استفاده ابیونی‌ها بوده‌است. بخش‌هایی خیلی اندک از انجیل ابیونی‌ها فقط به صورت نقل قول‌های کوتاهی که از آن در نوشته‌های دیگران شده به ما رسیده‌است. هفت قسمت از آن به صورت نقل قول از اپیفانوس یکی از پدران کلیسا در کتابش باقی مانده‌است. در این انجیل ظاهراً بیان شده که عیسی علاقه‌ای به خوردن گوشت ندارد. کتاب انجیل ابیونی‌ها احتمالاً بین سال‌ها ۱۰۰ الی ۱۳۵ میلادی نوشته شده بود و بر اساس نقل قول‌هایی که از اپیفانوس از این کتاب باقی مانده، به نظر می‌رسد کتاب مورد استفادهٔ ابیونی‌ها، نسخه ای از انجیل متی به زبان عبری بوده‌است. احتمال می‌رود انجیل مورد استفادهٔ آنان که امروزه از سوی محققان با نام «انجیل ابیونی ها» مشخص می‌شود، تا حدی به انجیل متی و لوقا تکیه دارد و به زبان سریانی نوشته شده بوده. ایرنائوس می‌نویسد که ابیونی‌ها ورژنی از انجیل متی را استفاده می‌کنند.
ابیونی‌ها، عیسی را بزرگ‌ترین پیامبر خدا و همان ماشیح و پیامبر موعود در توراتمی‌دانستند؛ اما هیچ گونه جنبه الوهیتی برایش قائل نبودند، او را انسان می‌شمردند و همچنین عیسی را فرزند خونی پدر و مادر خود می‌دانستند و در نتیجه باکره بودن مریم را رد می‌کردند. هرچند ظاهراً گروهی از آنان تولد از مریم باکره را پذیرفته بودند. ابیونی‌ها نوشته‌های پولس را رد می‌کردند و پولس را قبول نداشتند، با وجود اینکه پطرس در رساله‌های خود در عهدجدید مانند پولس در مورد مصلوب شدن و رستاخیز و رنج‌های مسیح می‌نویسد. پطرس حواری همچنین در رسالهٔ دوم خود در مورد بُعد الهی عیسی مسیح سخن گفته و همچنین در مورد پولس می‌نویسد "برادر عزیز ما پولس، نیز با آن حکمتی که خدا به او داده، در بسیاری از نامه‌های خود دربازهٔ همین مطلب سخن گفته‌است. درک برخی از نوشته‌های او دشوار است و بعضی که اطلاع کافی از کتاب آسمانی ندارند و وضع روحانی شان نیز ناپایدار است، آن‌ها را به غلط تفسیر می‌کنند، همان کاری که با بخش‌های دیگر کتاب آسمانی نیز می‌کنند، اما با این کار نابودی خود را فراهم می‌سازند". در هر حال ابیونی‌ها رستاخیز مسیح بعد از مصلوب شدن را نپذیرفته بودند، هرچند طبق یک روایت ابیونی، از "نان خوردن عیسی با یعقوب (برادر غیسی) بعد از رستاخیز" صحبت شده، که نشان دهندهٔ پذیرفتن زنده شدن عیسی مسیح بعد از مصلوب شدن است.

## چند نقل قول از انجیل ابیونی ها[۹]
- اپیفانوس در کتاب خود کلمات آغازین انجیل ابیونی‌ها را ذکر کرده:[۱۰] «در زمان هرود، پادشاه یهودیه بود که مردی [به نام] یحیی برای غسلِ توبه در رودخانهٔ اُردن پیش آمد که گفته می‌شود از نسل هارونِ کاهن و پسر زکریّا و الیزابت بود و همه به نزد او می‌رفتند». و این بخش، هم خوانی دارد با انجیل متی مرقس و لوقا، همچنین از نظر محتوایی غسل دادن یحیی در رود اردن در باب اول از انجیل یوحنا ذکر شده‌است.
- اپیفانوس سپس نقل قول خود را از انجیل ابیونی‌ها ادامه می‌دهد:[۱۱] «زمانی که مردم غسل [تعمید] داده شدند، عیسی پیش آمده و توسط یحیی غسل تعمید داده شد و زمانی که او از آب بیرون آمد، آسمان گشوده شده و او روح القدس را دید که به صورت کبوتری پایین آمده و بر او [عیسی] قرار گرفت و صدایی از آسمان [آمد]: تو پسر محبوب من هستی که از تو خشنودم و باز، در این روز تو را برگرفته ام. و در آن لحظه نوز عظیمی آن محل را فراگرفت. با دیدن این [صحنه یا اتفاق] یحیی به او [عیسی] گفت: تو که هستی، ای سرور؟ و مجدداً صدایی به او از آسمان [گفت]: این پسر محبوب من است که از او خشنودم و سپس یحیی پیش روی او [روی زمین افتاده] افتاده گفت: تو را ستایش می‌کنم خداوندا، مرا غسل بده. اما او [عیسی] او را [یحیی را] منع کرد با گفتن اینکه: بگذار باشد، زیرا به این ترتیب همه چیز (تمام پیشگویی‌های پیامبران) واقع گردید». مجدداً در این بخش شباهت‌های تنگاتنگی بین انجیل ابیونی‌ها و سه انجیل متی و مرقس و لوقا وجود دارد. البته اپیفانوس خود می‌نویسد که بخشی را، بین ۲ نقل قول مذکور از انجیل ابیونی‌ها، رد کرده (ممکن است به هر دلیلی نکتهٔ قابل توجهی برای او نداشته!). نکتهٔ دیگر اینکه عبارت «امروز تو را برگرفته ام» یا در انگلیسی (I have begotten thee) اشاره به ذات الهی دارد، هرچند ابیونی‌ها به ذات الهی عیسی معتقد نبودند.
- اپیفانوس همچنین بخشی از انجیل ابیونی‌ها را در مورد یحیی نقل قول می‌کند:[۱۲] "یحیی برای غسل آمد و فریسیان نزد او رفته و غسل یافتند، همچنین تمام [اهالی] اورشلیم. و یحیی جلیقه ای از پشم شتر و کمربندی از پوست حیوان به دور کمر داشت و گوشتِ او (گوشتی که برای طعام استفاده می‌کرد) عسل وحشی بود که طعم [نان] منّ (که خدا به بنی اسرائیل داد[۱۳]) می‌داد و به عنوان کیکی در روغن [بود]". اپیفانوس در مورد این بخش از انجیل ابیونی‌ها که از آن نقل قول کرده می‌نویسد: «این، اگر توجه کنید، برای منحرف کردن واقعیت است، به این ترتیب که آن‌ها "ملخ" را با "کیکی در روغن" جایگزین می‌کنند». بر حسب عهدجدید، یحیی خوراکش عسل صحرایی و نوعی ملخ بود، اما در انجیل ابیونی‌ها خوراک یحیی عسل صحرایی و کیکی در روغن ذکر شده، که با اعتقاد ابیونی‌ها به گیاه‌خواری و پرهیز از گوشت سازگاری دارد. جالب توجه است که در انجیل ابیونی‌ها به جای عبارت "طعام یحیی" از عبارت "گوشت یحیی" استفاده شده که به نحوی تأکید خاص بر این می‌کند که برای یحیی "عسل صحرایی" و "کیکی در روغن" حکم "گوشت" را دارد.

برای مطالعهٔ یادداشت‌های اپیفانوس در مورد انجیل ابیونی‌ها و نقل قول‌های او از این کتاب به اینجا مراجعه کنید.